# In Utero (film)
In Utero is een documentairefilm uit 2015 van de Amerikaanse schrijfster en regisseur Kathleen Man Gyllenhaal, over het leven in de baarmoeder en de impact daarvan op het verdere leven. De film werd genomineerd voor beste documentaire op het internationale filmfestival van Seattle. De Nederlandse première was in de Tielse Agnietenhof in mei 2016.
Drie vragen staan centraal in de film: Hoe worden we gevormd? Wie zijn we? Waarom zijn we wie we zijn? Aan de hand van interviews met wetenschappers, psychologen en artsen, theorieën van epigenetica en biochemie, culturele mythes, populaire films zoals The Matrix en Alice in Wonderland en technologische trends toont de film hoe belangrijk de prenatale fase is. Hij geeft een verklaring voor het feit dat sommigen hun hele leven voor uitdagingen komen te staan terwijl anderen juist een voorspoedig leven leiden.